# Adaptacja (zespół muzyczny)
Adaptacja (ros. Адаптация) – kazachska grupa punkowa wykonująca swoją muzykę w języku rosyjskim. Zespół został założony w 1992 roku w Aktobe. Jego liderem oraz autorem większości piosenek, jest Jermen „Anti”Jerżanow. 

## Skład zespołu[2]
- Jermen „Anti”Jerżanow – wokal, gitara
- Wadim Kuryłew – gitara
- Ibragim Dżanibiekow – perkusja

## Dyskografia[3]

### Albumy studyjne
- Колесо истории (1997)
- На нелегальном положении (1998)
- Джут (2001)
- Punk rock du Kazakhstan (2003)
- За измену Родине (2003)
- Уносимся прочь (2005)
- Так горит степь (2005)
- Время убийц (2008)
- Песни любви и протеста (2009)
- No pasaran! (2011)
- Пластилин (2013)
- Передвижные Хиросимы (2013)
- Цинга (2015)

### Wydania specjalne (na 20-lecie zespołu)
- Запахи детства (2012)
- Анархия в Бишкеке (2012)
- Made in France (2012)
- Сазда собачья (2012)
- Зона бесконечного конфликта (2012)

### Albumy koncertowe
- Безвременье (2000)

### Single
- Сбитые летчики (2015)
- Так горит степь – 2015 (2015)